# Томаківка (річка)
Томакі́вка — річка в Україні, в межах Запорізького району Запорізької області і Нікопольського району Дніпропетровської області. Права притока Ревуна (права протоки Дніпра, впадає в Каховське водосховище) .

## Опис
Довжина 51 км, площа басейну 1015 км². Долина трапецієподібна, завширшки до 2 км. Річище звивисте, в окремих місцях розчищене; переважає ширина річища від 3 м у верхів'ї до 15 м у нижній течії. Похил річки 0,5 м/км. Споруджено декілька ставків, а також Миколаївське водосховище.

## Розташування
Томаківка бере початок на західній стороні від Ручаївки селі Петропавлівка, у місці злиття Балки Широкої та Балки Грузької (Тернової). Тече переважно на південний захід. Впадає до Ревуна біля південно-західної околиці міста Марганця.
Основні притоки: Балка Широка, Балка Басанська (ліві); Балка Грузька (Тернова), Топила,  Велика Кам'янка (праві).
Над Томаківкою розташоване смт Томаківка і місто Марганець.

## Природно-заповідний фонд
У частині долини р.Томаківка, розташованій у межах Запорізької області в 1998 р. створено 2 природно-заповідні об'єкти.
Балка Ручаївська — ландшафтний заказник місцевого (обласного) значення, розташований на території Запорізького району Запорізької області, 100 м на південний схід від села Ручаївка. Площа — 113 га. Заказник знаходиться в межах однойменної балки, яка є складовою частиною долини річки Томаківка (ліва притока). По тальвегу балки та кількох її відрогів протікають заболочені струмки, які влітку місцями пересихають. У середині минулого століття в балці було створено кілька ставків, які згодом висохли, а на їх місці залишились напівзруйновані греблі. На території заказника зростає 19 видів рослин, занесених до Червоної книги України та інших природоохоронних документів, а також 3 рослинні угруповання, які занесені до Зеленої книги України. Крім того, в його межах зареєстровано 7 видів тварин, занесених до Червоної книги України.

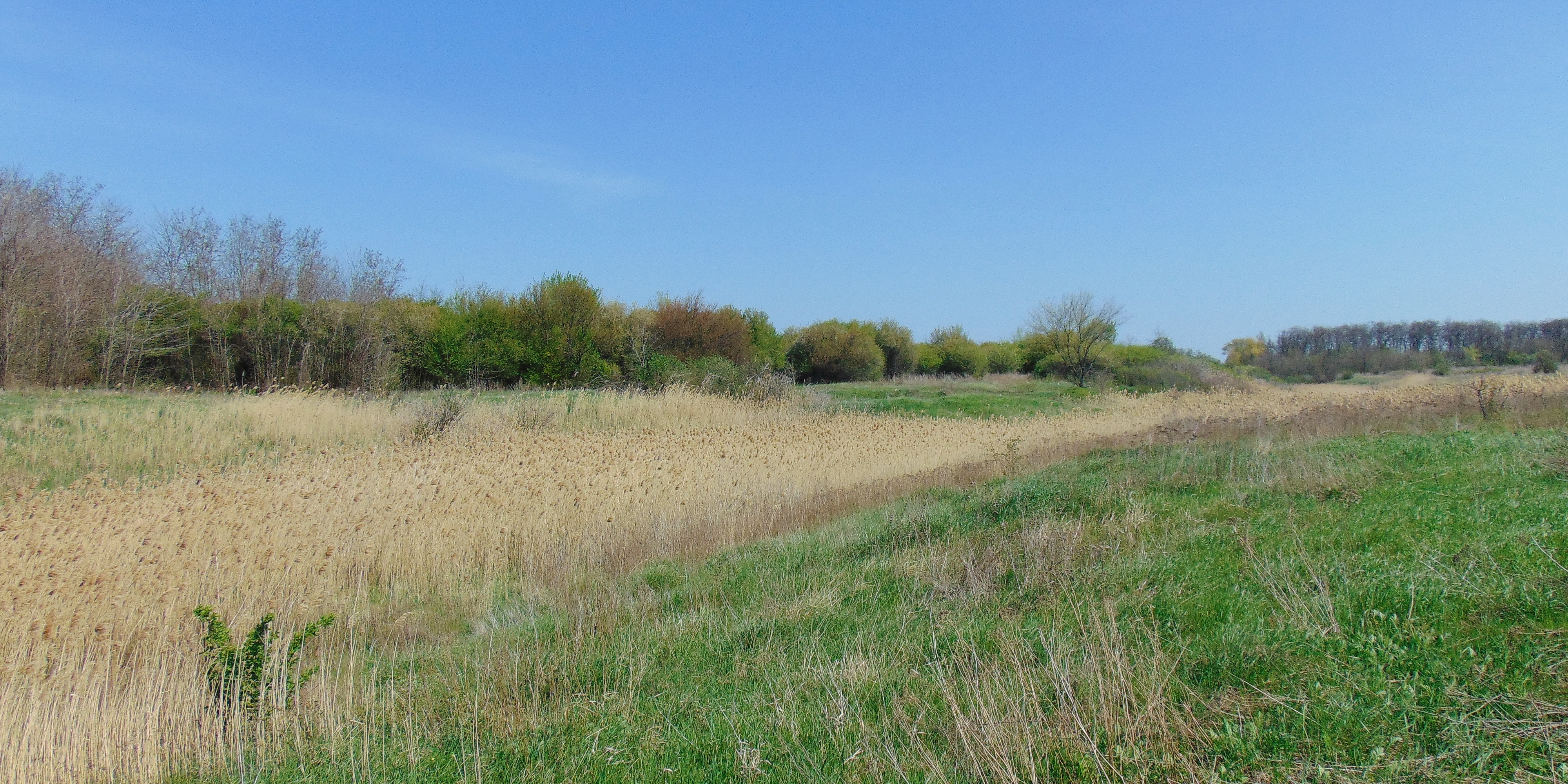
Ландшафтний заказник «Балка Ручаївська». Панорама
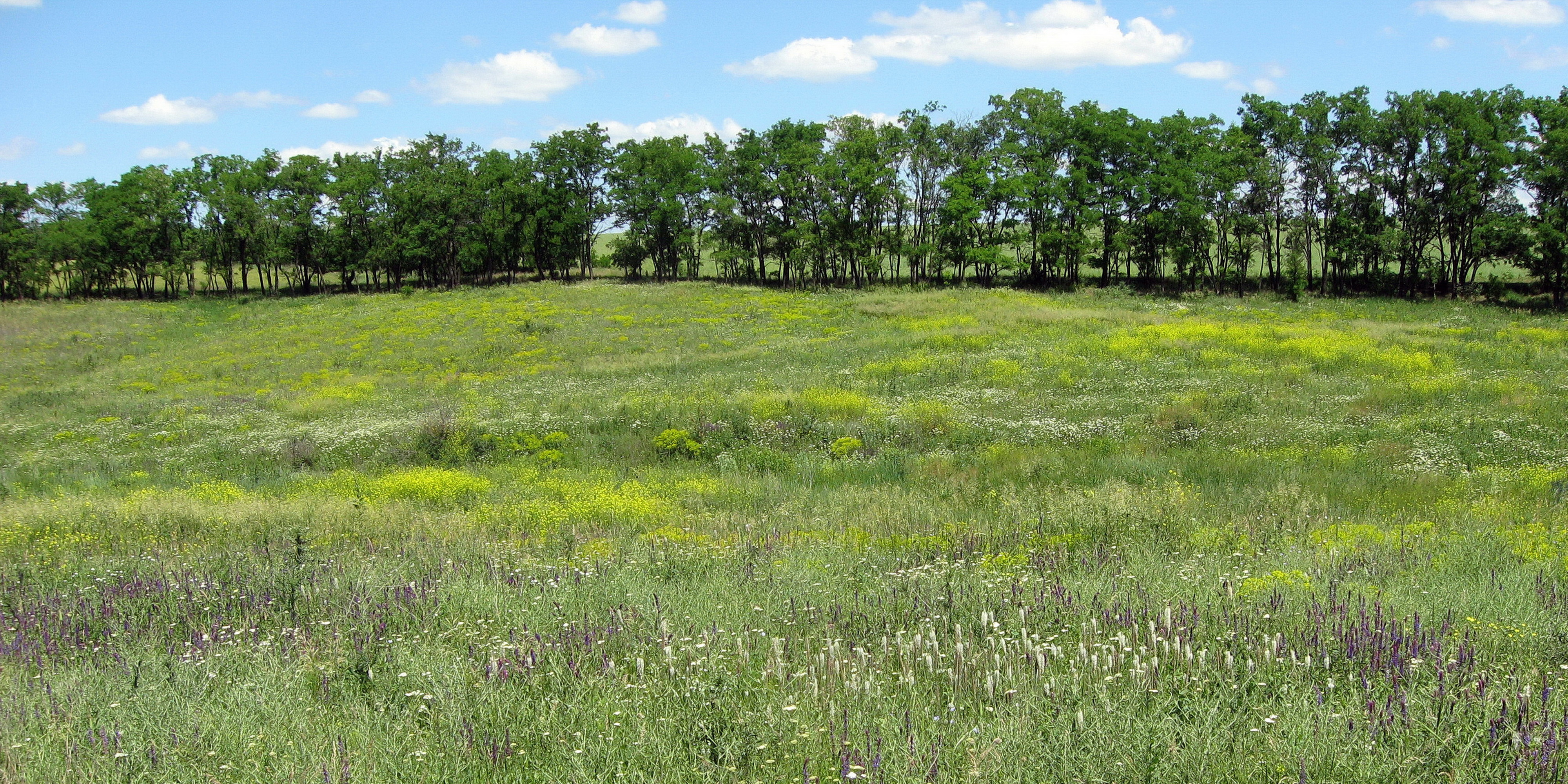
Лучний степ
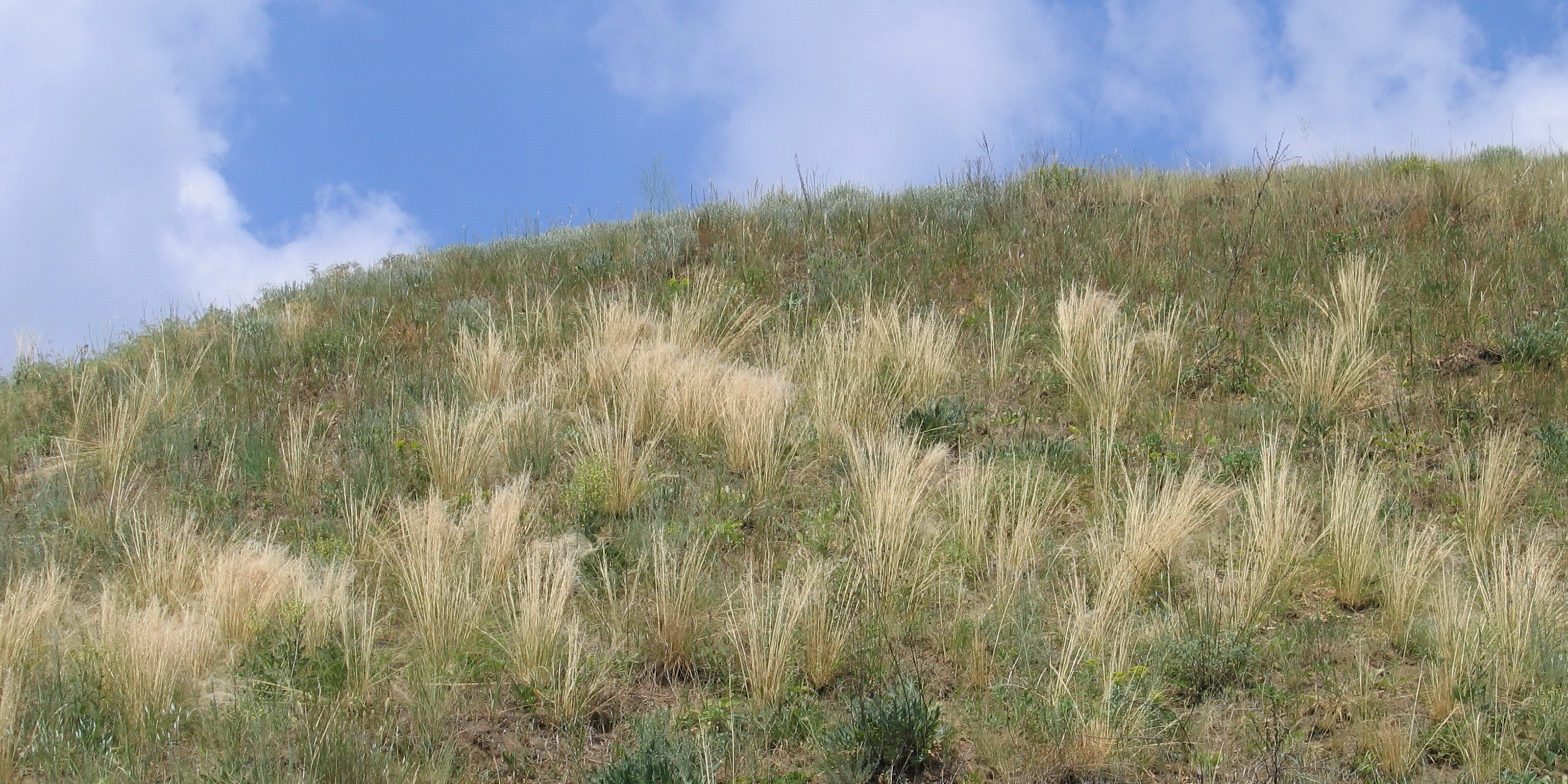
Ковиловий степ на крутосхилі
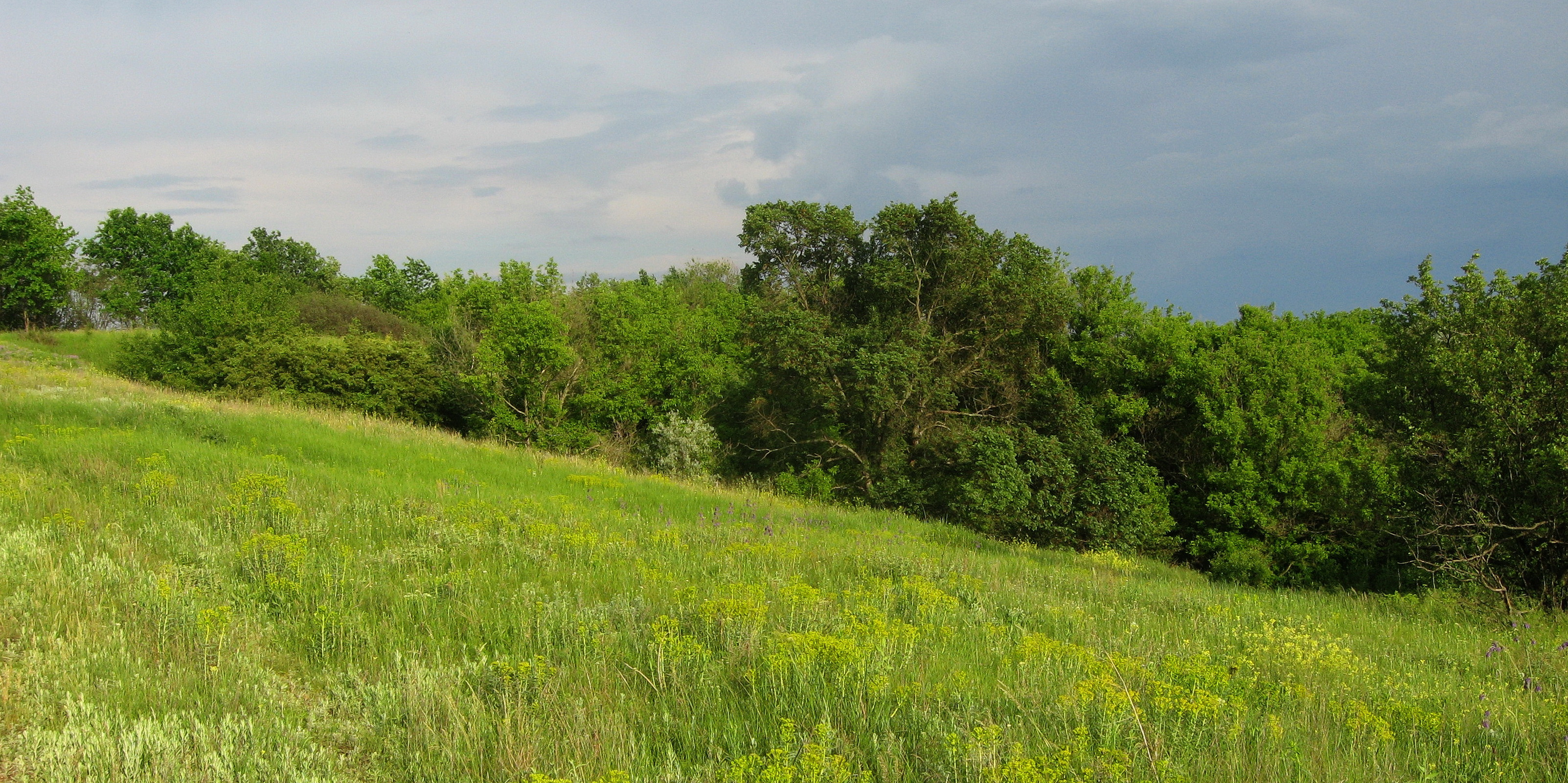
Байрачний ліс

Томаківський  — ландшафтний заказник місцевого (обласного) значення, розташований на за 2 км на захід від села Ручаївка і займає частину долини р.Томаківка. До території входить відрізок річки довжиною біля 2 км, який межує із землями Томаківського району Дніпропетровської області. До цієї ділянки у межах земель Широківської сільської громади Запорізького району прилягають нижні частини двох правих приток р.Томаківка. Площа — 79 га. На території заказника зростає 1 вид грибів, 22 види рослин, занесених до Червоної книги України та інших природоохоронних документів, а також 4 рослинні угруповання, які занесені до Зеленої книги України. Крім того, в його межах зареєстровано 12 видів тварин, занесених до Червоної книги України .

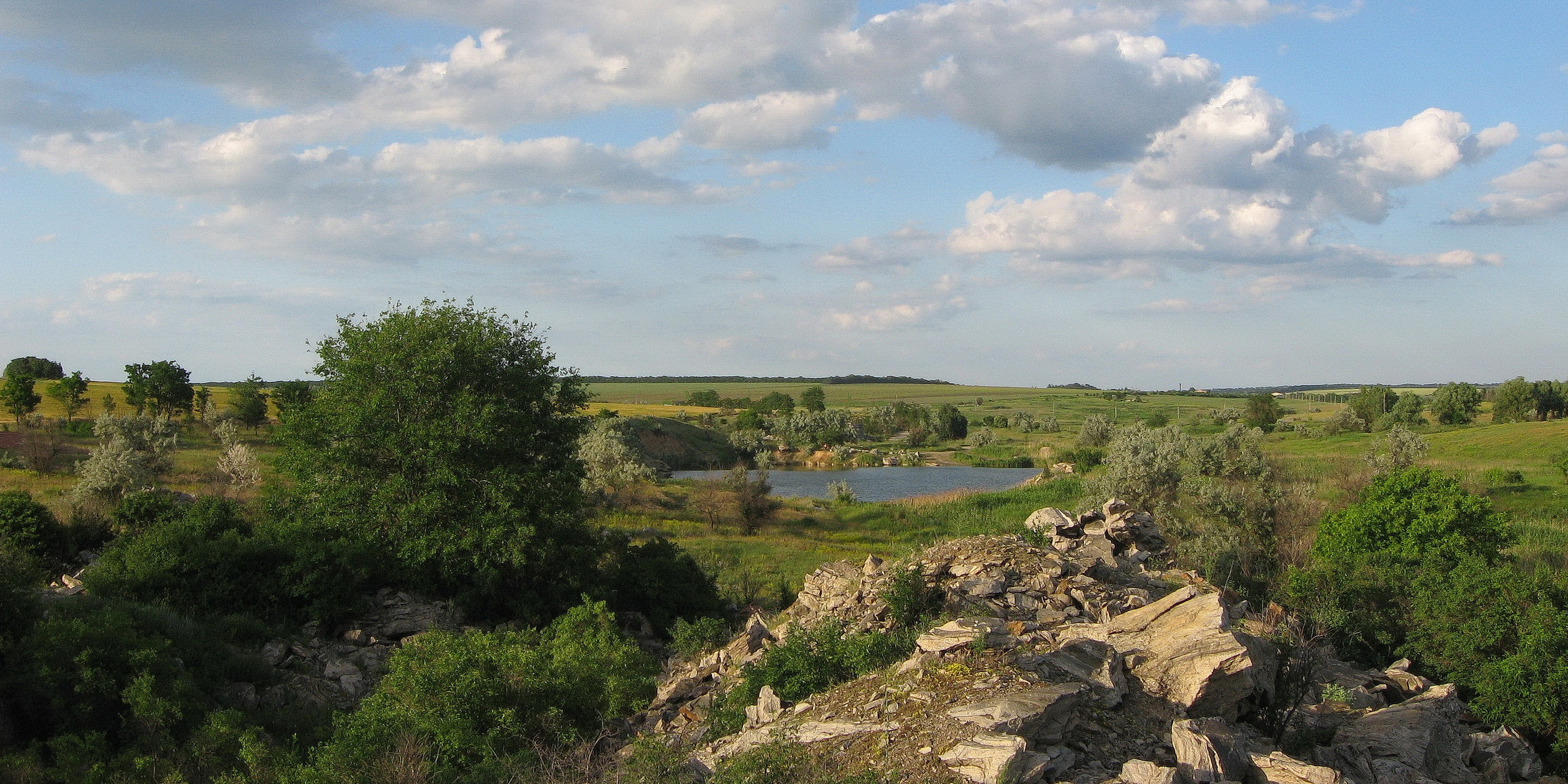
Вид на Ручаєвський кар'єр і ставок із гранітного останця
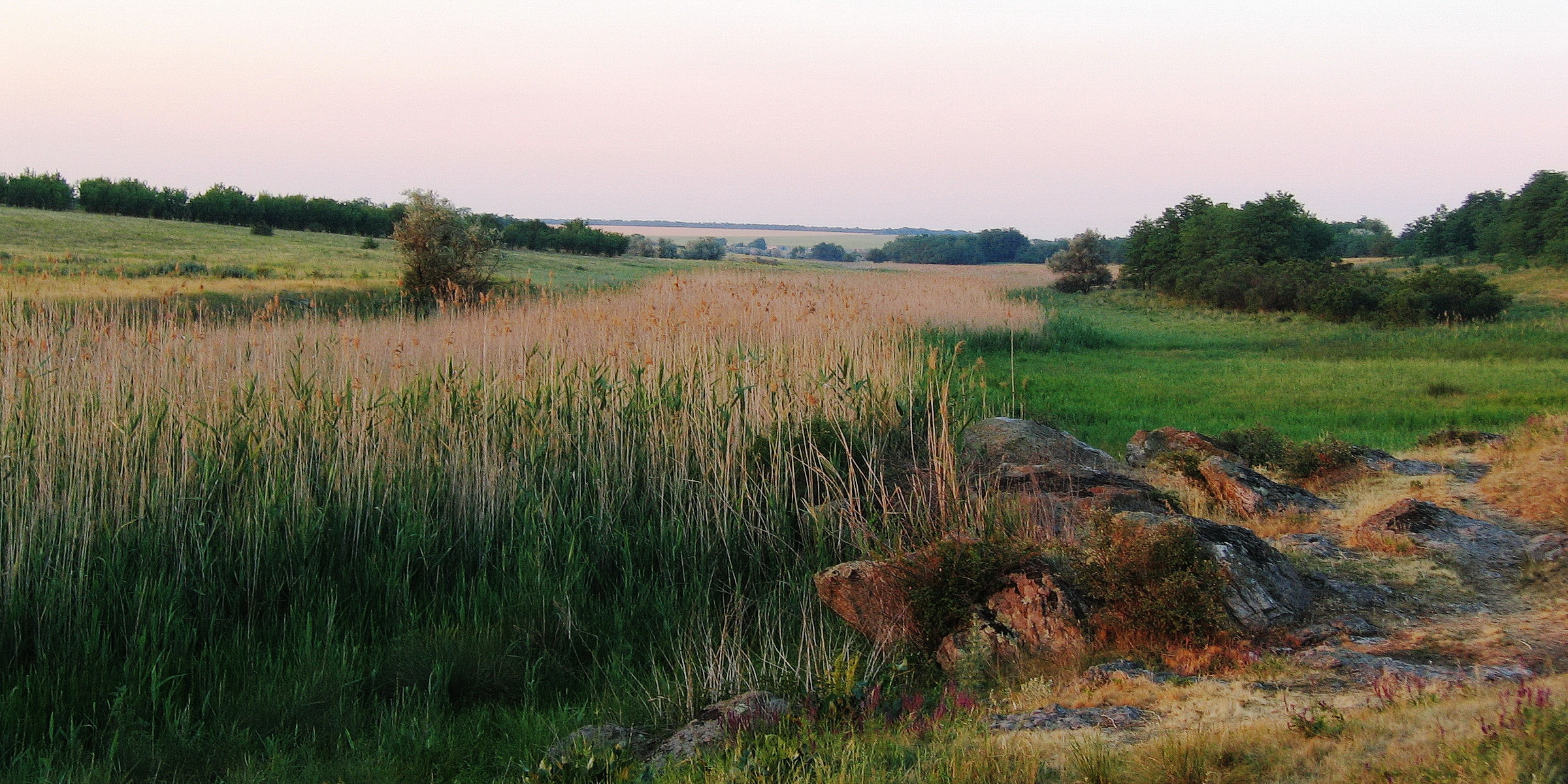
Біля західних кордонів заказника
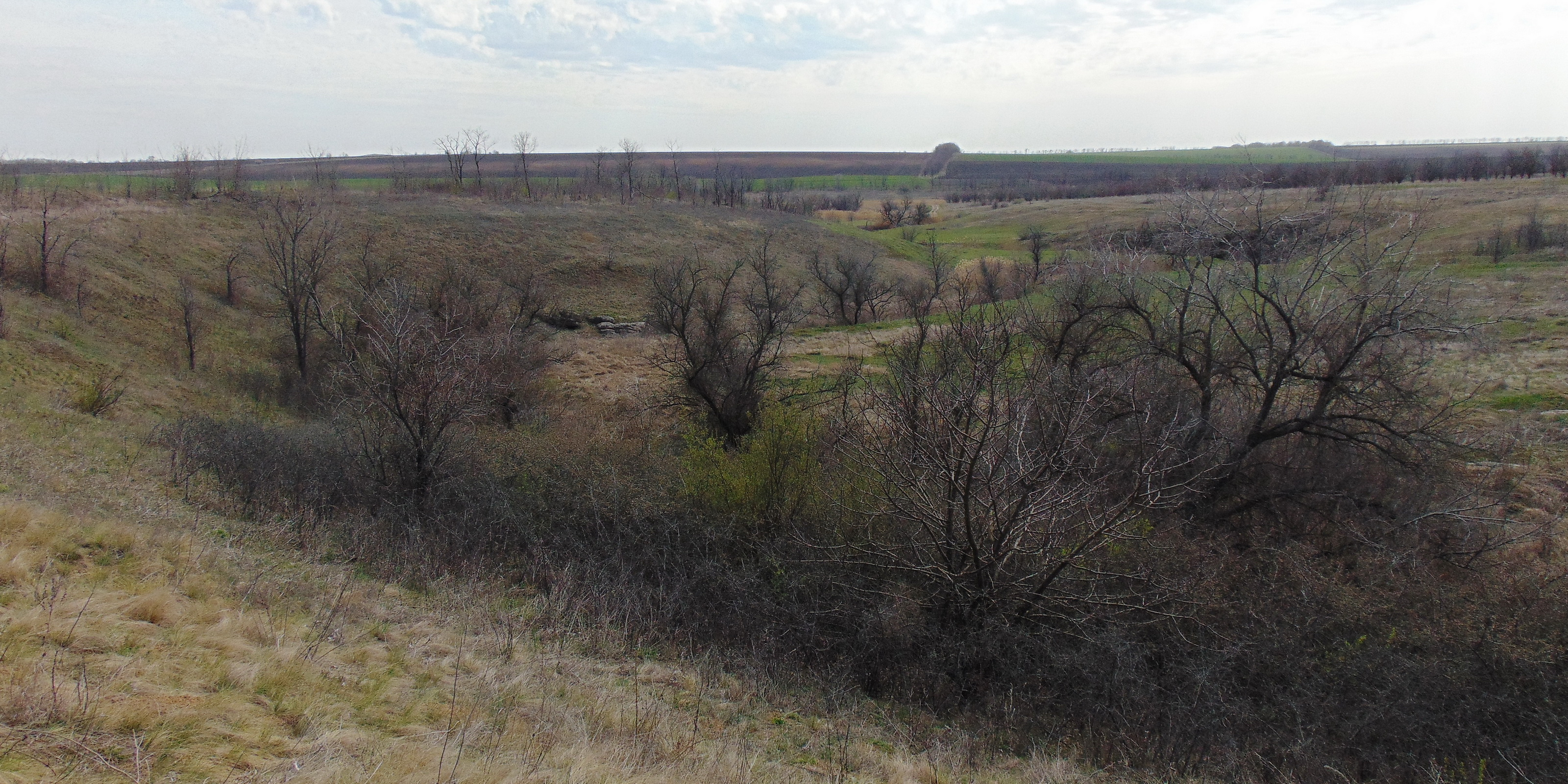
Північно-західна ділянка заказника
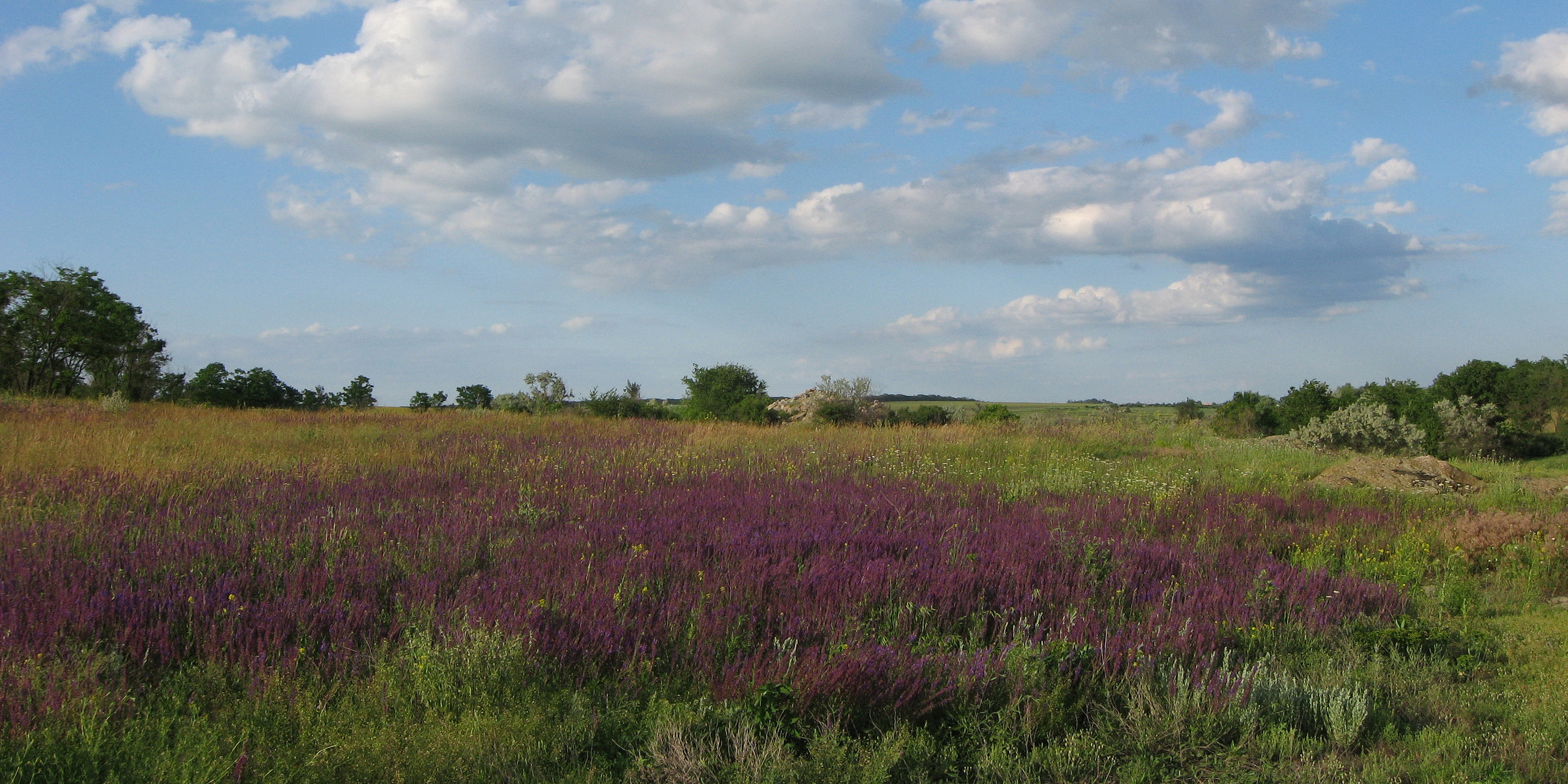
Лучний степ

## Історико-культурні пам'ятки
У долині річки є кілька курганів скіфської доби і Черняхівської культури.